# 朱勤熨
朱勤熨，明朝周藩鎮國中尉，周定王朱橚之七世孙。
嘉靖年间，上书明世宗：“陛下躬承上圣之资，不效法古代帝王兢业万年，择取政令任人，却沉浸长生术，多次修斋醮，兴建土木频繁。多年来朝仪旷废很久，委任的不是贤人，导致贿赂公行，刑罚倒置，奔走钻营成风，公私资财枯竭，如果有意外变故，臣不知其结果。”明世宗看到奏疏大怒，以诽谤罪，废他为庶人，幽禁在凤阳。其子朱朝𪣧本已赐名，以罪人之子不敢为自己请封，上书请开释父亲之罪，陈奏中兴四事，世宗下诏一同禁锢。明穆宗登极，朱勤熨被释归，命有司存问抚恤。